# 오늘의유머
오늘의유머는 대한민국의 인터넷 커뮤니티이다. 주로 유머를 중심으로 하여 게임·시사·과학 등 다양한 주제의 게시판에서 토론하는 인터넷 포럼이다. 약칭으로 오유라고 칭하기도 한다. 대표적인 친문 성향 커뮤니티로 평가된다.

## 역사
오늘의유머는 1999년 9월 7일 '인포메일'의 부속 사이트로 메일 매거진으로서 출발하였다. 2005년 수익상의 문제로 드림위즈와 통합하게 되었다. 이후 파란으로 서버를 이전했다가, 포털사이트로부터 독립하여 개인 서버로 운영되고 있다.
2012년 11월 15일 오늘의유머 게시판에 XSS를 이용한 악성코드가 유포되었고, 이로 인해 오늘의유머를 이용하는 네티즌들이 컴퓨터 바이러스에 감염되어 피해를 입는 사건이 발생하였으며, 이후 악성코드는 제거되었다.

## 논란

### 국정원 여론 조작 사건
2013년 6월 14일 검찰은 국정원 직원들이 1977개 정치개입 글을 작성하고 특정 정당 및 후보 게시 글에 대해 1744회에 걸쳐 찬반 클릭하면서 대선·정치 개입 혐의로 원세훈 전 국정원장을 선거법 위반 및 국정원법 위반으로 기소했다. 검찰은 '종북 세력'에 대한 과도한 집착과 잘못된 판단으로 국정원 직원들에게 직무 범위를 넘어선 정치개입 행위를 지시했고, 이런 행위가 대선과 총선을 앞두고는 선거개입 행위로 변질된 만큼 원세훈이 그 책임을 대신해 져야 한다고 밝혔다.
특히 검찰은 국정원 직원이 오늘의 유머에서 베스트게시판 테러를 자행한 것으로 보고 있다. 베스트게시판 테러란 다수 사용자로부터 추천을 받아 베스트게시판 첫 페이지에 등록된 특정 글을 상대적으로 노출이 덜 되는 뒤 페이지로 밀어내기 위해 다른 글들을 조직적으로 추천, 첫 페이지로 올리는 행위를 말한다.
진선미 의원의 검찰 수사결과 분석에 따르면 국정원 직원 3명과 민간인 1명은 '오늘의유머'에서 73개의 아이디를 만들어 글쓰기 390회, 국정원 직원들이 추천/반대를 누른 타인의 게시글은 총3399개, 위 글에 추천/반대 행위 수는 총4137회를 기록했다.

### 정모 성추행 사건
10대 후반의 미성년자 A양은 3월 26일 대구 북부 경찰서에 찾아와 2013년 3월 22일 오늘의 유머 사이트 회원들과 정기모임을 가진 자리에서 처음 만난 남성으로부터 성추행을 당했다고 신고했다. 그날 피해자 A양은 대구 백화점 근처에서 열린 오늘의 유머 대구지역 회원 모임에 참석하여 회원 10여명과 술을 함께 마신 뒤 귀가하는 택시 안에서 회원 남성으로부터 성추행을 당했다고 신고했다. 한편 가해자 남성은 사건 직후 피해자 A양이 "경찰에 신고했다"고 알리자 대구 남부 경찰서 모 지구대를 찾아 자수 의사를 밝혔다.

### 유언비어 유포

#### YTN 관련
2013년 11월 12일 오늘의 유머의 한 네티즌이 ‘방금 소름 끼치는 걸 목격했네요’ 라는 제목으로 “YTN에서 국정원 댓글 여직원과 관련한 기사를 보도하던 도중 갑자기 보도가 중단되고 박근혜 대통령의 러시아 방문 내용으로 바뀌었다”는 내용의 글을 시사 게시판에 게재하였고, 자신의 글에 “어머니도 어처구니없다며 다시 80년대로 돌아가고 있다고 한숨 쉰다”라는 댓글을 달았다. 이에 대해 YTN은 '이는 전혀 사실무근으로 당시 방송은 정상적인 순서에 따라 아무런 문제없이 이뤄졌다.’라고 주장하며 해당 네티즌을 정보통신망 이용 촉진 및 정보 보호 등에 관한 법률 위반 혐의로 고소하였다.

#### 백종원 관련
2015년 3월 9일 오늘의 유머의 한 네티즌은 “백종원 씨 사업으로 성공한 것 같지만, 진실을 아무도 모르기에 적어본다”면서 “백종원 씨 할아버지가 박정희 시절에 장관했던 사람입니다. 그래서 그 독재 시절 인맥으로 투자금 끌어와서 사업하는거고 육영수 씨 집안과도 매우 가깝다고 그러더군요” 고 댓글을 적었고, 이어 “그래서 이명박-박근혜 정권시기에 갑자기 전국으로 체인 확장할 힘이 생겼습니다”면서 “정작 식당은 개쓰레기 수준” “티비 자주 나오고 친숙한 이미지처럼 비춰지던데 이거 나중에 친일파나 독재자의 자녀들은 전부 친숙하고 능력있는 이미지로 탈바꿈하겠다." 라고 비난하는 댓글을 적었다. 이에 대해 (주)더본코리아는 "백종원 대표의 할아버지가 사학재단 설립자인 것은 사실이지만 친일파의 후손이란 댓글과 할아버지께서 박정희 시절 장관을 했다는 내용은 모두 사실이 아니다."라고 주장하였고 이어 “독재시절 인맥으로 투자금을 끌어와 사업한다는 내용 역시 사실이 아니다” 라고 밝히며 해당 네티즌을 고소하였다.

### 비문재인계에 대한 문자 폭탄
탄핵 정국 당시 친문 성향 네티즌들이 비문재인계로 분류되는 의원들을 향해 "문재인을 괴롭히지 말라", "당에 분란을 일으키지 말라"는 내용의 '문자 폭탄'을 쏟아부은 적 있는데, 오늘의유머에도 '반문질 참여' 의원 명단(61명)이 올라온 적 있다. 그러나 이 명단에도 친문과 비문으로 일도양단할 수 없는 의원들이 다수 포함되어 있고, 심지어 일부 의원들은 문재인 캠프에 참여하고 있다. 문재인 캠프의 박광온 대변인조차 이들의 행동에 대해 "상대방에 대한 욕설과 비방, 인신공격, 위협으로 번지는 것은 후보와 당에도 결코 도움이 되지 않는다. (지지자들) 스스로 자제하고 경계해달라"고 당부했다.

### 더불어민주당원 댓글 조작 사건
친노 친문 파워블로거인 필명 '드루킹'이 19대 대통령 선거 기간 동안 오늘의 유머에서 엄청난 양의 문재인 홍보글, 타 후보 비방글, 추천수 및 댓글 조작 등으로 대규모 친문재인 여론조작을 했다는 혐의로 중앙선관위의 조사를 받았다는 사실이 드러나, 대선 기간 조직적인 여론조작에 대한 의혹이 제기되었다.

## 같이 보기
- 일베저장소
- 디시인사이드
- 웃긴대학
- 루리웹
- MLB파크
- 뽐뿌커뮤니케이션
- 클리앙
- 82cook